# Yad

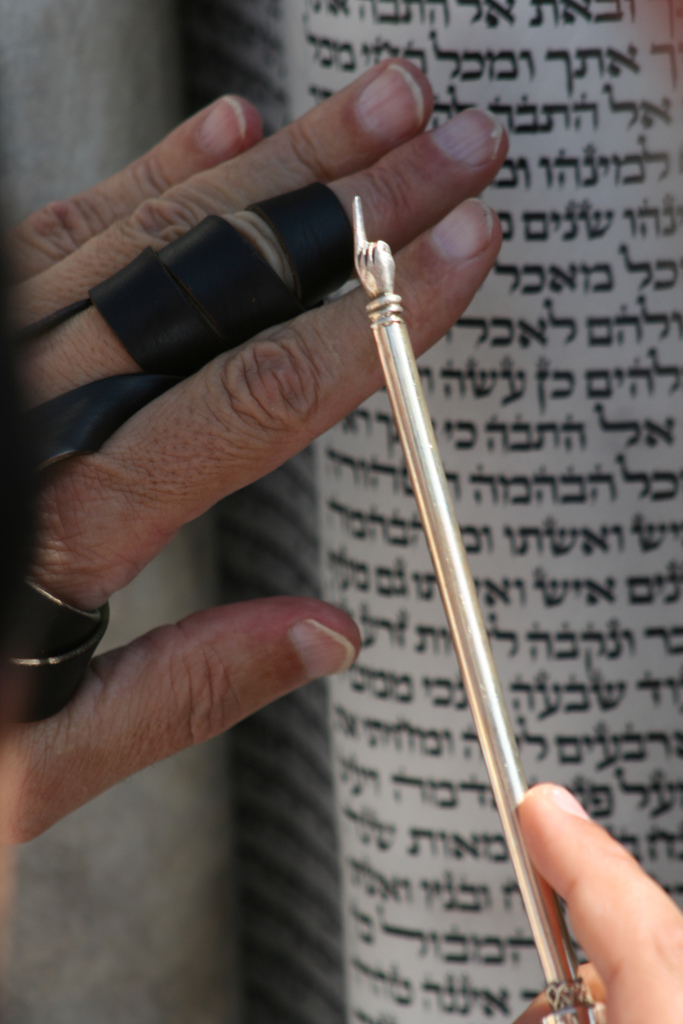
Assenyalant amb un yad en un rotlle de la Torà obert

Un yad ( hebreu: יד‎ ; ídix: האַנט , lit. ‘hand’ ) és un punter ritual jueu, o estil, conegut popularment com punter de la Torà, utilitzat pel lector per seguir el text durant la lectura de la Torà en els rotllos de pergamí. Sovint té la forma d'una vareta llarga, que en un extrem té una petita mà amb el dit índex apuntant al davant.

## Justificació
Més enllà del seu ús pràctic per assenyalar lletres, el yad assegura que el pergamí no es toqui durant la lectura. S'han suggerit diverses raons per a això, com ara la idea equivocada que el fràgil pergamí es fa malbé fàcilment amb els olis de la pell. Tanmateix, la raó proporcionada pel Talmud i altres aspectes de la tradició jueva afirmen que la raó original estava relacionada amb la puresa del ritual.
Tot i que no és necessari quan es canta de la Torà, un yad s'utilitza amb freqüència i es considera una hidur mitzvah («guarniment del manament») de la lectura de la Torà.

## Fabricació

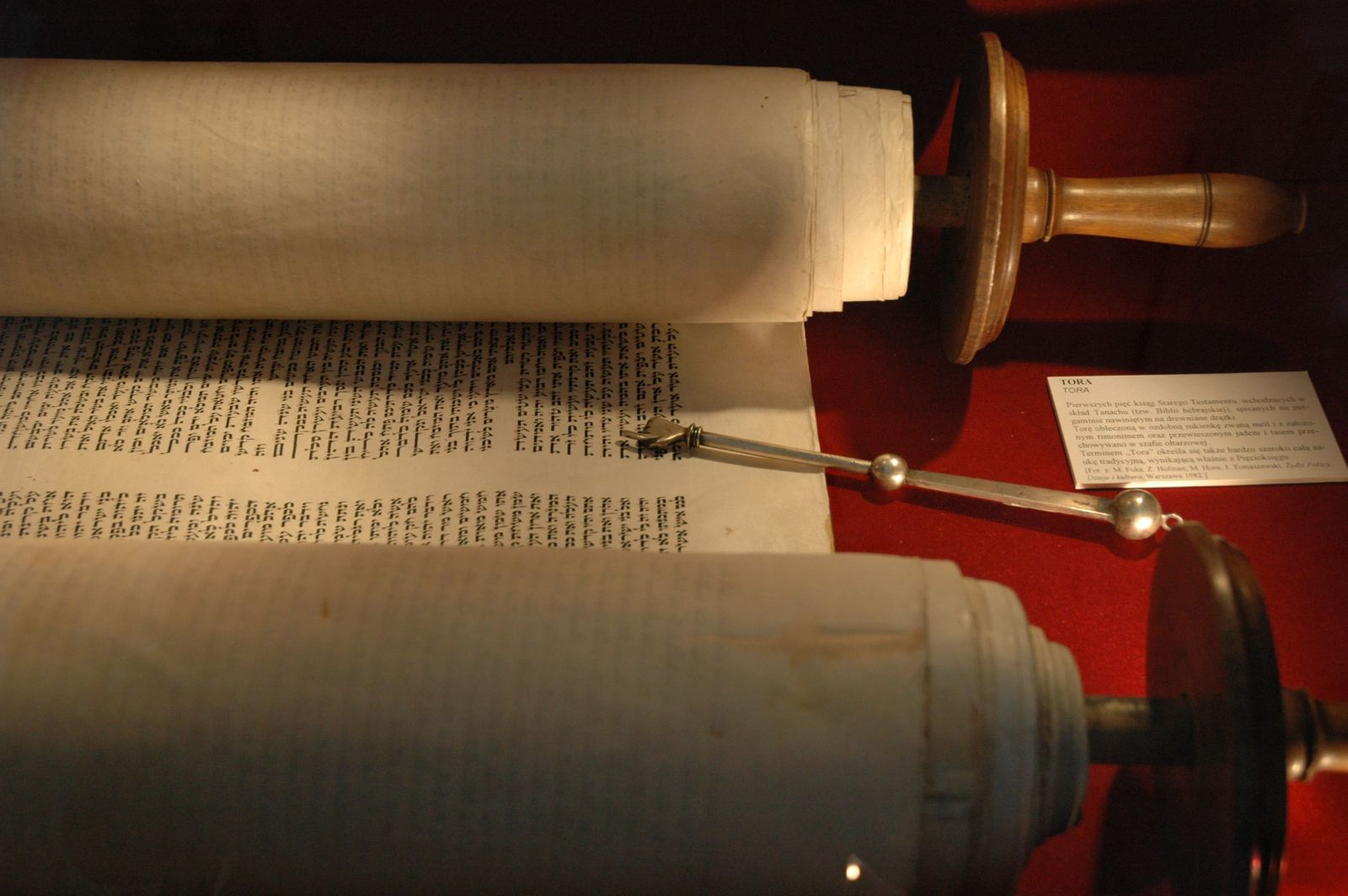
Un yad descansant sobre un rotllo de la Torà obert

Un yad es pot fer de qualsevol tipus de material, encara que la plata és comú, s'utilitza especialment per coronar el yad.

## Jueus juhurim
Els jueus juhurim tenien un costum propi amb els punters: s'agafaven per parelles formant una lletra V dividint el text en passatges. Es feien i donaven per parelles, fins i tot unides amb una cadena quan tenien inscripcions relacionades amb el mateix esdeveniment. Les seves formes eren de dos tipus: una barra plana, i una barra retorçada en forma de cargol llarg i ajustat amb una part plana. En ambdós tipus, la part que apunta el text està feta en forma de fulla ampla i plana amb una punta arrodonida.
De les inscripcions dels punters, es pot deduir un ritual específic dels jueus juhurim: abans de llegir, la Torà es mostra a la congregació i el punter s'hi indica com un paral·lelisme conceptual a la mà guia de Déu.
El punter utilitzat pels jueus juhurim rep diversos noms, que indiquen la varietat de tradicions. Els més comuns són etzba (hebreu: אצבע‎) i kulmus (קולמוס).